# Synema nitidulum
Synema nitidulum là một loài nhện trong họ Thomisidae.
Loài này thuộc chi Synema. Synema nitidulum được Eugène Simon miêu tả năm 1929.